# ام‌آراس
ام‌آراس (انگلیسی: MRS) شرکت لجستیک برزیلی است، که در سال ۱۹۹۶ تأسیس شد.